# Antoni Lasocki
Antoni Lasocki na Brzezinach i Żukowie herbu Dołęga (ur. ok. 1727, zm. 1799) – wojewoda ciechanowski w 1794 roku, kasztelan gostyniński w latach 1772–1794, szambelan królewski w 1765 roku, podczaszy gostyniński w 1754 roku, starosta gostyniński już w 1759 roku, starosta topolnicki w 1757 roku.

## Życiorys
Był członkiem konfederacji Czartoryskich w 1764 roku i posłem na sejm konwokacyjny (1764) z ziemi gostynińskiej.  Na sejmie konwokacyjnym 1764 roku wyznaczony do Komisji Wojskowej Koronnej. Poseł na sejm 1766 roku z ziemi gostynińskiej. Członek konfederacji 1773 roku. Na Sejmie Rozbiorowym 1773–1775 wszedł w skład delegacji wyłonionej pod naciskiem dyplomatów trzech państw rozbiorczych, mającej przeprowadzić rozbiór. 18 września 1773 roku podpisał traktaty cesji przez Rzeczpospolitą Obojga Narodów ziem zagarniętych przez Rosję, Prusy i Austrię w I rozbiorze Polski.
Był zwolennikiem konstytucji 3 maja. Był członkiem konfederacji Sejmu Czteroletniego w 1788 roku. Sędzia sejmowy z Senatu z Prowincji Wielkopolskiej w 1791 roku. Był członkiem konfederacji targowickiej. Sejm grodzieński (1793) nominował go do Rady Nieustającej. Właściciel dóbr brzezińskich.
W 1789 odznaczony Orderem Orła Białego, w 1781 roku został kawalerem Orderu Świętego Stanisława. Kawaler holsztyńskiego Orderu św. Anny.

### Życie prywatne
Był synem Józefa Lasockiego i Anny Grabowskiej. Ożenił się z Teresą Laskowską, z którą miał jedno dziecko – Izabelę Lasocką.